# 申万胜
申万胜（1946年9月—），汉族，中华人民共和国政治人物，中国人民解放军总政治部直属工作部原部长、中国书法家协会副主席。第十一届全国政协委员。

## 生平
1966年8月加入中国共产党。2008年，当选第十一届全国政协委员，代表文化艺术界，分入第二十六组。并担任教科文卫体委员会专委。